# マルク・マディオ

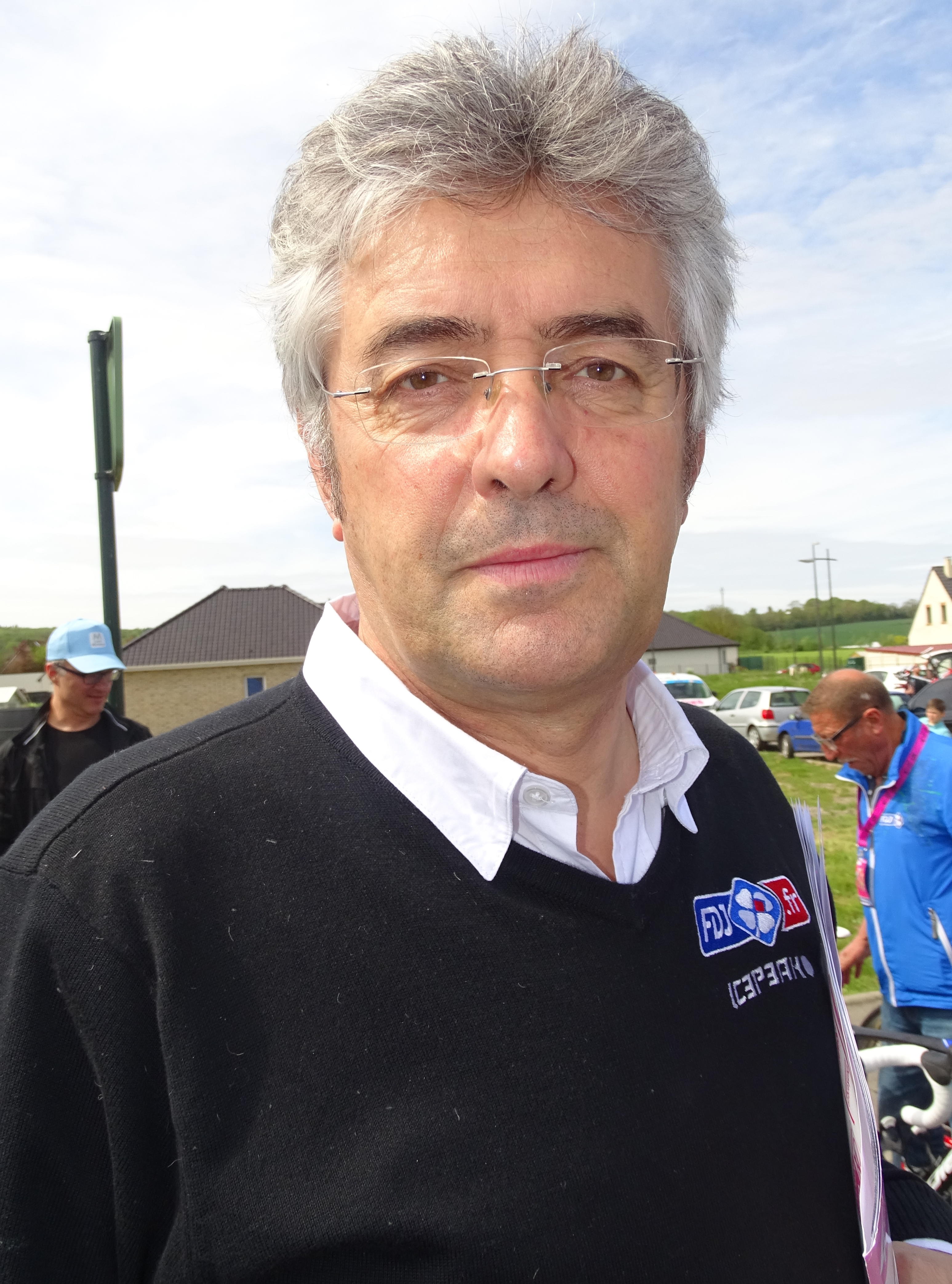

マルク・マディオ（Marc Madiot、1959年4月16日 - ）は、フランス・マイエンヌ県ルナゼ出身の元自転車競技選手。

## 経歴
1980年、シリル・ギマールが率い、ベルナール・イノーがリーダーを務め、後にローラン・フィニョン、グレッグ・レモン、シャーリー・モテらが加入することになるルノー・エルフよりプロデビュー。
1982年、フランス国内選手権・個人ロードレースで優勝を果たす。
1983年のツール・ド・フランスでは総合8位と健闘。
イノー、レモンらがルノーを去った1984年のツール・ド・フランスでは、主にリーダーのフィニョンのアシスト役に徹したが、第2、第3（チームタイムトライアル）ステージを制した。
1985年、パリ〜ルーベ優勝。
1987年には2度目の国内選手権制覇を果たした。
1988年、フィニョン、モテらとついに袂を分かち、東芝に移籍。東芝解散後の1991年にR.M.Oに移籍し、2度目のパリ〜ルーベを制覇した。
なお、弟のイヴォン・マディオも元ロードレース選手であり、1983年（ルノー・エルフ）から引退年となる1994年（カタヴァナ）まで、チームも兄弟で共にし、また、兄弟揃って1994年に現役を引退した。
1997年より、フランセーズ・デジュー（現・グルパマ・FDJ）のチーム監督を務めている。